# Жубровицька сільська рада
Жубровицька сільська рада — колишня адміністративно-територіальна одиниця та орган місцевого самоврядування у Олевському районі Коростенської і Волинської округ, Київської й Житомирської областей Української РСР та України з адміністративним центром у с. Жубровичі.

## Населені пункти
Сільській раді були підпорядковані населені пункти:
- с. Жубровичі

## Населення
Кількість населення ради, станом на 1923 рік, становила 1 597 осіб, кількість дворів — 279.
Відповідно до результатів перепису населення СРСР, кількість населення ради, станом на 12 січня 1989 року, становила 2 719 особи.
Станом на 5 грудня 2001 року, відповідно до перепису населення України, кількість мешканців сільської ради становила 2 547 осіб.

### Мова
Розподіл населення за рідною мовою за даними перепису 2001 року:
| Мова       | Відсоток |
| ---------- | -------- |
| українська | 99,53 %  |
| російська  | 0,35 %   |
| білоруська | 0,04 %   |

## Склад ради
Рада складалася з 18 депутатів та голови.

## Керівний склад сільської ради
| ПІБ                            | Основні відомості                                                                       | Дата обрання | Дата звільнення |
| ------------------------------ | --------------------------------------------------------------------------------------- | ------------ | --------------- |
| Мусійчук Віктор Володимирович  | Сільський голова, 1954 року народження, освіта, член Комуністичної партії України       | 26.03.2006   | 07.04.2008      |
| Олексієнко Валентина Антонівна | Сільський голова, 1962 року народження, освіта, позапартійна                            | 30.11.2008   | 31.10.2010      |
| Турбал Володимир Васильович    | Сільський голова, 1966 року народження, освіта середня спеціальна, член народної партії | 31.10.2010   |                 |

Примітка: таблиця складена за даними джерела

## Історія
Створена 1923 року в складі с. Жубровичі та хутора Жубровицький Білокуровицької волості Коростенського повіту Волинської губернії. 7 березня 1923 року сільська рада увійшла до складу новоствореного Олевського району Коростенської округи. На 17 грудня 1926 року в раді значилися хутори Великий Ліс, Осовок, Перевесся, Пола, Синч, Темне Лядо та контора Жубровицького підлісництва, станом на 1 жовтня 1941 року числився х. 7-й кілометр; хутори Великий Ліс, Жубровицький, Осовок, Перевесся, Пола, Синч, Темне Лядо та контора Жубровицького підлісництва не перебувають на обліку населених пунктів.
Станом на 1 вересня 1946 року та 1 січня 1972 року сільська рада входила до складу Олевського району Житомирської області, на обліку в раді перебувало с. Жубровичі.
Припинила існування 17 січня 2017 року через об'єднання до складу Олевської міської територіальної громади Олевського району Житомирської області.